# Mantronix
I Mantronix sono stati un gruppo hip hop ed electro funk statunitense di New York, composto dal DJ Kurtis Mantronik e dal rapper MC Tee. Il gruppo è ricordato principalmente per la pionieristica miscela di old school rap, musica elettronica e dance. Durante i loro sette anni, hanno pubblicato diversi album, il più noto è quello d'esordio Mantronix: The Album pubblicato nel 1985.
Negli anni successivi il rapper del gruppo cambia: arrivano nell'ordine Bryce Luvah (1990-1991), D.J. D (1990) e Jade Trini (1991) a sostituire MC Tee, arruolatosi nel 1988 all'USAF.
Got to Have Your Love fu il singolo di maggior successo del gruppo e riuscì a entrare nelle classifiche di tutta Europa: fu inoltre l'unico singolo dei Mantronix a entrare nella Billboard Hot 100.

## I primi anni: 1984-1988
Kurtis Mantronik (Kurtis el Khaleel), un emigrato giamaicano-canadese, iniziò a sperimentare con la musica elettronica all'inizio degli anni '80, ispirato dai primi brani elettronici come "Riot in Lagos" (1980) di Ryuichi Sakamoto della Yellow Magic Orchestra. Nel 1984, mentre lavorava come DJ instore per Downtown Records a Manhattan, Kurtis Mantronik incontrò MC Tee, un rapper di origine haitiana, Flatbush, con sede a Brooklyn (e cliente abituale di un negozio di dischi). Il duo realizzò presto una demo, "Fresh Is The Word", e alla fine firmò con la Sleeping Bag Records di William Socolov.

### Mantronix: The Album
Il singolo di debutto di Mantronix, "Fresh Is the Word", è stato un successo da club nel 1985, raggiungendo la posizione # 16 nella classifica Hot Dance Singles Sales di Billboard Magazine, ed è stato descritto su Mantronix: The Album che è stato messo in vendita lo stesso anno.

Gli sforzi di Mantronix per Mantronix: The Album e il suo effetto sull'hip hop e sulla musica elettronica sono forse meglio riassunti dall'osservazione del critico musicale Omar Willey nel 2000: 
Con "Fresh Is the Word" e le nuove tracce "Bassline" ed "Electro Mega-Mix", Mantronix ha definito il nuovo sound dell'electro-funk. Mantronik utilizzava uno stile poliritmico, simile al tambureggiamento dell'Africa occidentale, ma al posto della batteria acustica, il ritmo sarebbe stato trasportato dalla combinazione di batteria elettronica, sintetizzatore, vocoder e / o voce sintetizzata su una linea di basso completamente suonata sul synth. Nessun campione di James Brown qui. Questa era veramente musica elettronica: semplice, funky e immensamente ballabile, un omaggio e un'estensione simultanea del modello elettronico di hip hop vecchia scuola che aveva avuto inizio con "Planet Rock" nel 1982. La sensazione di Afrika Bambaataa, Grandmaster Flash, Kraftwerk e Neu tutto combinato nella musica di Mantronik. Era un bel legame tra la vecchia scuola e il nuovo jack, e Mantronix aveva il campo tutto per sé. 

### Music Madness
Il secondo album di Mantronix, Music Madness, fu pubblicato nel 1986. Mentre lo schema metrico di MC Tee continuava nella tradizionale moda da b-boy dei tempi, la produzione e il mixaggio orientati ai club di Mantronik in Music Madness tendevano ad attrarre più musica dance elettronica e gli appassionati di electro funk che i fan dell'hip-hop hardcore. Durante questo periodo, mentre i Mantronix avevano un contratto con la Sleeping Bag Records, Mantronik era impegnato nel dipartimento A&R dell'etichetta, producendo anche altri artisti e gruppi, tra cui Just-Ice, T La Rock, Nocera e Joyce Sims.

### In full effect
Mantronix ha firmato con Capitol Records nel 1987, in quello che è stato uno dei primi accordi a 7 cifre per un gruppo hip-hop, e ha pubblicato In Full Effect nel 1988, che, secondo le note di copertina, è stato il primo album ad essere masterizzato tramite DAT invece del nastro da bobina a bobina. L'album è proseguito e si è espanso sulla vena hip-hop / electro funk / dance del suo predecessore, raggiungendo infine il numero 18 nella classifica Top R & B / Hip-Hop Albums, la più alta performance di Mantronix per un album. In Full Effect è l'ultimo album dei Mantronix con il rapper MC Tee, che ha lasciato il gruppo per arruolarsi nell'aeronautica degli Stati Uniti.

## 1989-1991

### This Should Move Ya
Dopo la partenza di MC Tee, il rapper Bryce "Luvah" Wilson e il cugino di Mantronik, D.J. D., si sono uniti al gruppo. Mantronik ha incontrato Wilson, un compagno di etichetta della Sleeping Bag Records, mentre lavorava alla produzione del progetto solista interrotto di Wilson. L'album ha generato due top-10 hit nella classifica dei singoli britannici, "Got to Have Your Love" al n. 4 e "Take Your Time (featuring vocalist Wondress)" al n. 10. Negli Stati Uniti, l'album ha raggiunto Numero 61 nella classifica dei migliori album R&B / hip-hop. [8] In un'intervista del 1991, Kurtis Mantronik ha commentato il successo commerciale di "Got to Have Your Love":
Quando ho fatto "Got To Have Your Love", l'ho fatto per una ragione. L'ho fatto perché volevo avere una canzone alla radio.

### The Incredible Sound Machine
L'ultima uscita dei Mantronix, con la cantante Jade Trini che sostituisce D.J. D, fu The Incredible Sound Machine nel 1991.La cantautrice neo soul nominata ai Grammy Angie Stone ha co-scritto sette degli undici brani apparsi su The Incredible Sound Machine. The Incredible Sound Machine, che tendeva a favorire l'R & B, il new jack swing e la musica dance rispetto all'hip hop, era considerata una delusione sia critica che commerciale. Poco dopo un tour europeo e una promozione relativa all'uscita di The Incredible Sound Machine, il gruppo si sciolse e Mantronik lasciò del tutto l'industria musicale per sette anni. Kurtis Mantronik è riemerso in Europa alla fine degli anni '90, producendo artisti di musica house e techno, e rimane attivo nella musica elettronica orientata al pop.

## Discografia

### Album in studio
- 1985 - Mantronix: The Album
- 1986 - Music Madness
- 1988 - In Full Effect
- 1990 - This SHould Move Ya
- 1991 - The Incredible Sound Machine

### Raccolte
- 1990 - The Best of Mantronix
- 1999 - The Best of Mantronix 1985-1999
- 2002 - That's My Beat
- 2004 - Remixed & Rare
- 2005 - The Ultra Selection

### Singoli
- 1985 - Fresh is the Word
- 1985 - Needle to the Groove
- 1986 - Ladies
- 1986 - Bassline
- 1987 - Who is It?
- 1987 - Scream
- 1988 - Sing a Song
- 1988 - Simple Simon
- 1988 - Join Me Please
- 1989 - Got to Have Your Love (feat. Wondress)
- 1990 - Take Your Time (feat. Wondress)
- 1991 - Don't Go Messin' with My Heart
- 1991 - Step to Me (Do Me)
- 1991 - Flower Child
- 1996 - It's Time to Party (feat. Althea McQueen)